# Kroatische Partij van Rechten
De Kroatische Partij van Rechten (Kroatisch: Hrvatska Stranka Prava, HSP) is een rechtse politieke partij in Kroatië. Ze is de oudste Kroatische partij. De "Rechten" in de partijnaam verwijst naar de rechten van de nationale en etnische Kroaten die de partij al sinds zij in de 19e eeuw werd opgezet heeft gezworen te verdedigen. De HSP is vandaag de dag een rechtse partij met een zware nadruk op etnische vraagstukken. Ook is de partij eurosceptisch.

## Geschiedenis

### De 19e eeuw
De HSP werd op 26 juni 1861 opgericht toen Ante Starčević en Eugen Kvaternik het partijprogramma van de "Partij van Rechten" voorstelden aan het Kroatische parlement, zij wilden meer autonomie en zelfbeschikkingsrecht in een tijdperk dat Kroatië nog verdeeld was in verschillende kroonlanden van de Habsburgse Monarchie.
Kvaternik en enkele andere HSP-leden distantieerden zichzelf van de politieke oplossing en prefereerden een gewelddadige oplossing, in oktober 1871 startten zij een opstand in het dorp Rakovica in Kordun. De rebellen zeiden de volgende doelen voor ogen te hebben:
- Vrijheid van het Kroatische volk van de Oostenrijkse en Hongaarse onderdrukking.
- Onafhankelijkheidsverklaring van Kroatië
- Gelijkheid.
- Lokaal zelfbestuur.
- Het Militare Front afschaffen en in plaats daarvan vrije provincies op te zetten.
- Respect voor religie.

De rebellen moedigde ook de Orthodoxe Serviërs aan in opstand te komen, enkelen deden dit ook maar de opstand werd al gauw door de autoriteiten neergeslagen. De meeste rebellen werden vermoord, ook Kvaternik ontsnapte hier niet aan.
De HSP zag het einde van Oostenrijk-Hongarije aan het einde van de Eerste Wereldoorlog als een voorsprong op de weg naar Kroatische onafhankelijkheid. Zij keerden zich dan ook tegen het Koninkrijk van Serviërs, Kroaten en Slovenen. In 1929 verbood de koning van Joegoslavië alle politieke partijen, de militante groep van de HSP ging in de ondergrondse en vormden de Opstandbeweging (Ustaše), geleid door Ante Pavelić.

### Tussen het Fascisme en Communisme
Tijdens de Tweede Wereldoorlog kreeg de Ustaše de macht in de Onafhankelijke Staat Kroatië (NDH), een marionettenstaat van nazi-Duitsland en het fascistische Italië. De Ustaše wilde een etnisch pure Kroatische samenleving, door misdaden en het gewelddadig bekeren van Serviërs en anderen tot het Katholieke geloof dachten zij dit te kunnen bereiken.
De collaboratie van de HSP met de Ustaše was een zware klap voor de reputatie van de partij, die deze episode nog steeds te boven probeert te komen.
Na de overwinning van de communisten zette de Communistische Partij van Joegoslavië een eenpartijstelsel in. Alle andere politieke partijen werden dus verboden, ook de HSP.

### De Republiek Kroatië
Na de val van het Communisme in het begin van 1990 kwam de Partij van Rechten weer tot leven maar zij was maar klein vergeleken met de Kroatische Democratische Unie. De oorlogsjaren waren een gewelddadige periode, de partij zette de zogenoemde Kroatische Verdedigingsleger (Hrvatske Obrambene Snage, HOS) op, een van de eerste paramilitaire groeperingen met als doel de onafhankelijkheid van Kroatië te verdedigen. De HOS is ook de afkorting voor de Hrvatske Oružane Snage, de NDH formatie uit 1944. De leden van de HOS droegen zwarte uniformen als verwijzing naar de Ustašabeweging en kreeg veel aanhang onder de neofascisten die met trots Ustašesymbolen lieten zien. Zij worden verdacht tijdens de oorlogsjaren verscheidende oorlogsmisdaden te hebben begaan.
De heersende Kroatische Democratische Unie werkte met hun samen tot aan de val van Vukovar, waarna de leiders van de HSP en de HOS gevangen werden genomen voor terroristische activiteiten en het tegenwerken van de democratisch gekozen regering, maar ze werden later weer vrijgelaten.
De eerste postcommunistische president, Ante Paradžik was een politieke dissident tijdens het voormalige Joegoslavië, een veteraan uit de Kroatische Lente, maar in de oorlog werd hij vermoord, men vermoedt een moordaanslag.Zijn opvolger was de voormalige vicepresident Dobroslav Paraga, die zich in de jaren tachtig van de 20e tegen de Joegoslavische Communistische autoriteiten keerde. Hij raakte in een machtsstrijd met Anto Đapić. Paraga en Đapić vochten een rechtszaak uit over het gebruik van de partijnaam, Paraga verloor deze uiteindelijk. Paraga zette daarna de Kroatische Partij van Rechten 1861 (HSP 1861) op, maar rond die tijd was zijn politieke aanhang al sterk verdund.
De HSP noemt zichzelf een neoconservatieve partij met als partijleider Ante Đapić. Zijn reputatie werd door de media sterk verslechterd toen ze erachter kwamen dat hij vals had gespeeld om zijn rechtendiploma aan de Universiteit van Split te krijgen, met dank aan Boris Kandare, een ouder lid van de partij en hoogleraar aan de faculteit voor rechten. Hij werd er ook van verdacht dat hij geen verwondingen tijdens de oorlogsjaren had opgelopen, maar zich wel zo voordeed om de status van oorlogsveteraan te krijgen. Ondanks alles bleef hij de partijleider van de HSP.

#### De 21e eeuw
De HSP ziet de NDH als een terechte uiting van Kroatische belangen en de partij gebruikt vaak symbolen en slagkreten die overeenkomen met de Onafhankelijke Staat Kroatië. De partijleiders probeerden zich echter te distantiëren van het NDH-tijdperk om zo in 2003 meer stemmen te krijgen.
Op 23 november 2003 kreeg de partij samen met de Međimurje Partij (Međimurska stranka), de Zagorje Democratische Partij (Zagorska demokratska stranka) en de antipartizaan Slaven Letica 6,4 % van de stemmen; 8 van de 151 zetels, allemaal voor de HSP en Slaven Letica.